# Хаджидимитрово (област Стара Загора)
Вижте пояснителната страница за други значения на Хаджидимитрово.
Хаджидимитрово е село в Централна България. То се намира в община Казанлък, област Стара Загора. Населението му е 1503 души (15 март 2024).

## География
Хаджидимитрово е разположено на 367 м надморска височина в северната част на Казанлъшката котловина, на 7 км северозападно от центъра на град Казанлък. Землището на селото има площ 9,752 км² и граничи със землищата на Шипка на север, Крън на изток, Копринка на юг и Шейново на запад.

## История
Археологът Петър Детев споменава за праисторическо селище близо до селото, но няма никаква друга информация.
Старото име на селото е Секеречево. През 1934 година е преименувано в чест на българския революционер Хаджи Димитър.

## Население
Численост
Численост на населението според преброяванията през годините:
| \| Година на преброяване \| Численост \| \| --------------------- \| --------- \| \| 1934 \| 1008 \| \| 1946 \| 904 \| \| 1956 \| 924 \| \| 1965 \| 1056 \| \| 1975 \| 1451 \| \| 1985 \| 1567 \| \| 1992 \| 1553 \| \| 2001 \| 1548 \| \| 2011 \| 1504 \| \| 2021 \| 1543 \| |           |
| Година на преброяване | Численост |
| 1934 | 1008      |
| 1946 | 904       |
| 1956 | 924       |
| 1965 | 1056      |
| 1975 | 1451      |
| 1985 | 1567      |
| 1992 | 1553      |
| 2001 | 1548      |
| 2011 | 1504      |
| 2021 | 1543      |

### Преброяване на населението през 2011 г.
Численост и дял на етническите групи според преброяването на населението през 2011 г.:
|                     | Численост | Дял (в %) |
| Общо                | 1504      | 100       |
| Българи             | 501       | 33,31     |
| Турци               | 315       | 20,94     |
| Цигани              | 233       | 15,49     |
| Други               | 42        | 2,79      |
| Не се самоопределят | 29        | 1,92      |
| Неотговорили        | 384       | 25,53     |

## Управление
В селото има кметство което е отговорно за управлението.
Кметство Хаджидимитрово е свързано към община Казанлък. Отговорен от управлението
е кметът. През последните години се вижда не добро развиване на еврофондовете и
усвояване на средства

## Инфраструктура
През селото преминава общински път, който го свързва със съседните селища Крън и Шейново. В Крън той има връзка с Републикански път I-5, а в Шейново – с Републикански път III-5601.
В селото действа общинско Основно училище „Св. Паисий Хилендарски“.

## Образование
Първите данни за образованието в Хаджидимитрово датират от 1883 г., когато е отрито началното училище. Тогава селото се казва Секеречево. Като първи учител е назначен Тоньо Златев Тонев, завършил прогимназия в съседното село Шипка. През следващата година се наема и втори учител – Георги Радев от Шейново. Учебните помещения са били наети в къщата на Кула Айша.
Поради нарастващата нужда от помещения се подема инициатива за построяване на ново училище. Закупува се 1 декар място (в близост до къщата на Христо Матев Паташев) и там през 1886 г. се построява новото училище с четири класни стаи. Първите години са трудни. Два пъти училището е затваряно – през 1884/1885 г., поради избухването на Сръбско-българската война, както и през 1912/1913 г. заради мобилизация на учителите в Балканската война.
През 1960/1961 г. в село Хаджидимитрово се открива прогимназия. Старата училищна сграда се оказва тясна да побере големия брой ученици и се замисля строеж на ново училище. През 1964 под директорството на Славка Ватралова чрез възлагане по типов проект започва строежа на нова училищна сграда. На 15 септември 1965 г. новото училище отваря врати. Учебната 1965/1966 година започва в новата училищна сграда, която се ползва и до днес.

## Култура
В центъра на селото е издигнат паметник в чест на жителите, загинали през Втората световна война.
Празникът на селото е на 24 май. Местното училище „Св. Паисий Хилендарски“ и читалище „Звезда-1918“ организират тържества.